# Angermünde
Angermünde (pronunciación en alemán: /aŋɐˈmʏndə/ⓘ) es un pueblo en Alemania, en el estado de Brandeburgo, en el distrito de Uckermark a 69 kilómetros de Berlín.

## Demografía
La población está por encima de los 10.000 habitantes, situándose en 15.110 habitantes en junio de 2006; pero ha disminuido gradualmente. En Angermünde hay varias iglesias protestantes, varias escuelas de aprendizaje avanzado, una plaza de mercado y un ayuntamiento. 
- Tendencia poblacional desde 1875 (línea azul: población; línea punteada: comparación con tendencias poblacionales del estado de Brandenburg; fondo gris: tiempo de gobierno Nazi; fondo rojo: tiempo de Gobierno comunista)
- Proyecciones y desarrollo poblacional reciente (Desarrollo poblacional antes del censo del 2011 (línea azul); Desarrollo poblacional reciente de acuerdo al Censo en Alemania del 2011 (línea azul con bordes); Proyecciones oficiales para el período 2005-2030 (línea amarilla); para el período 2017-2030 (línea escarlata); para el período 2020-2030 (línea verde)

## Economía
La principal industria es el trabajo de esmalte. Como Angermünde se localiza en los bosques (donde hay animales de caza) y lagos de Uckermark; depende del turismo, ya que las fuentes de ingresos de esta localidad se relacionan con este ámbito. 

## Galería

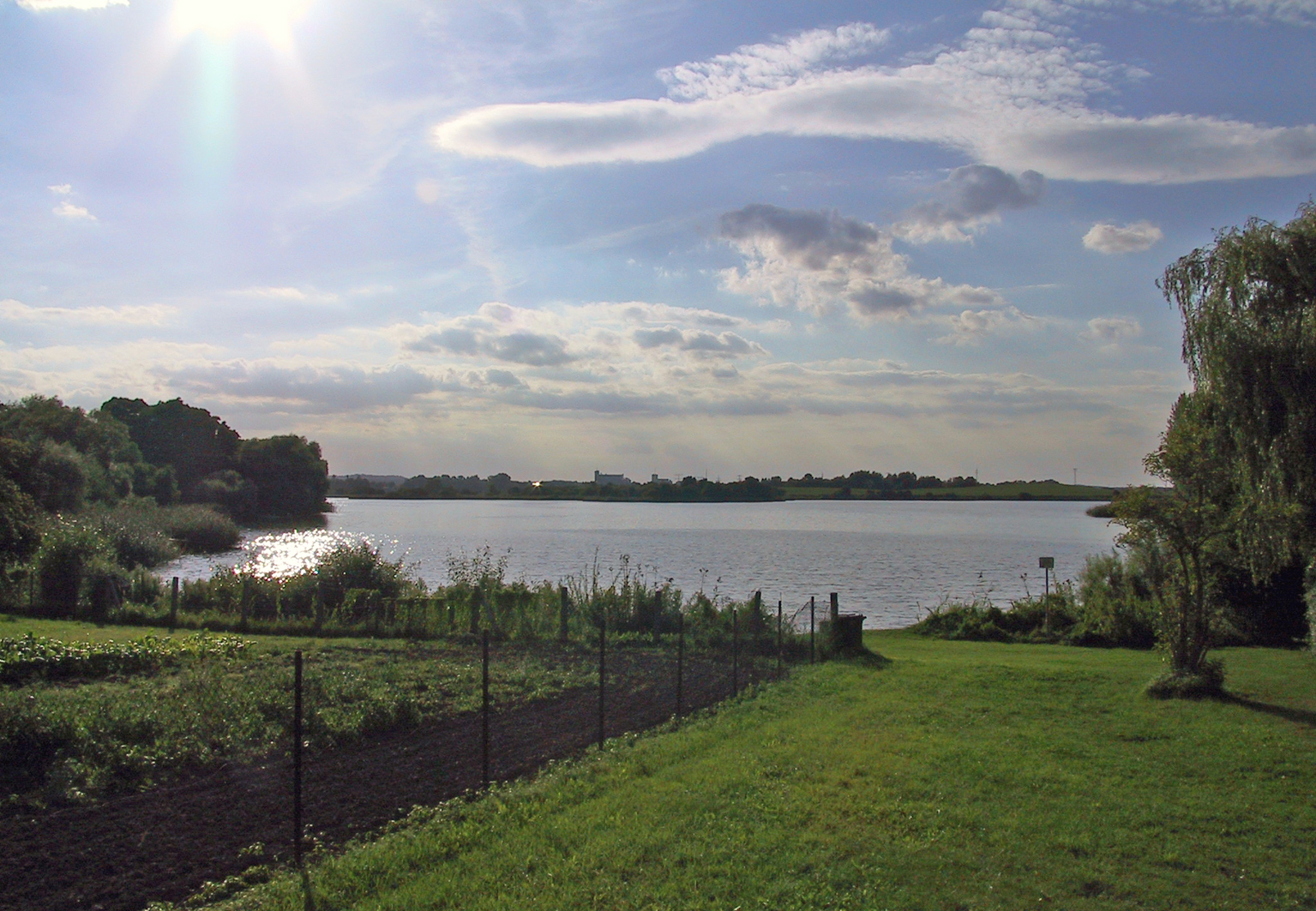
Vista del lago Mündesee desde Angermünde.
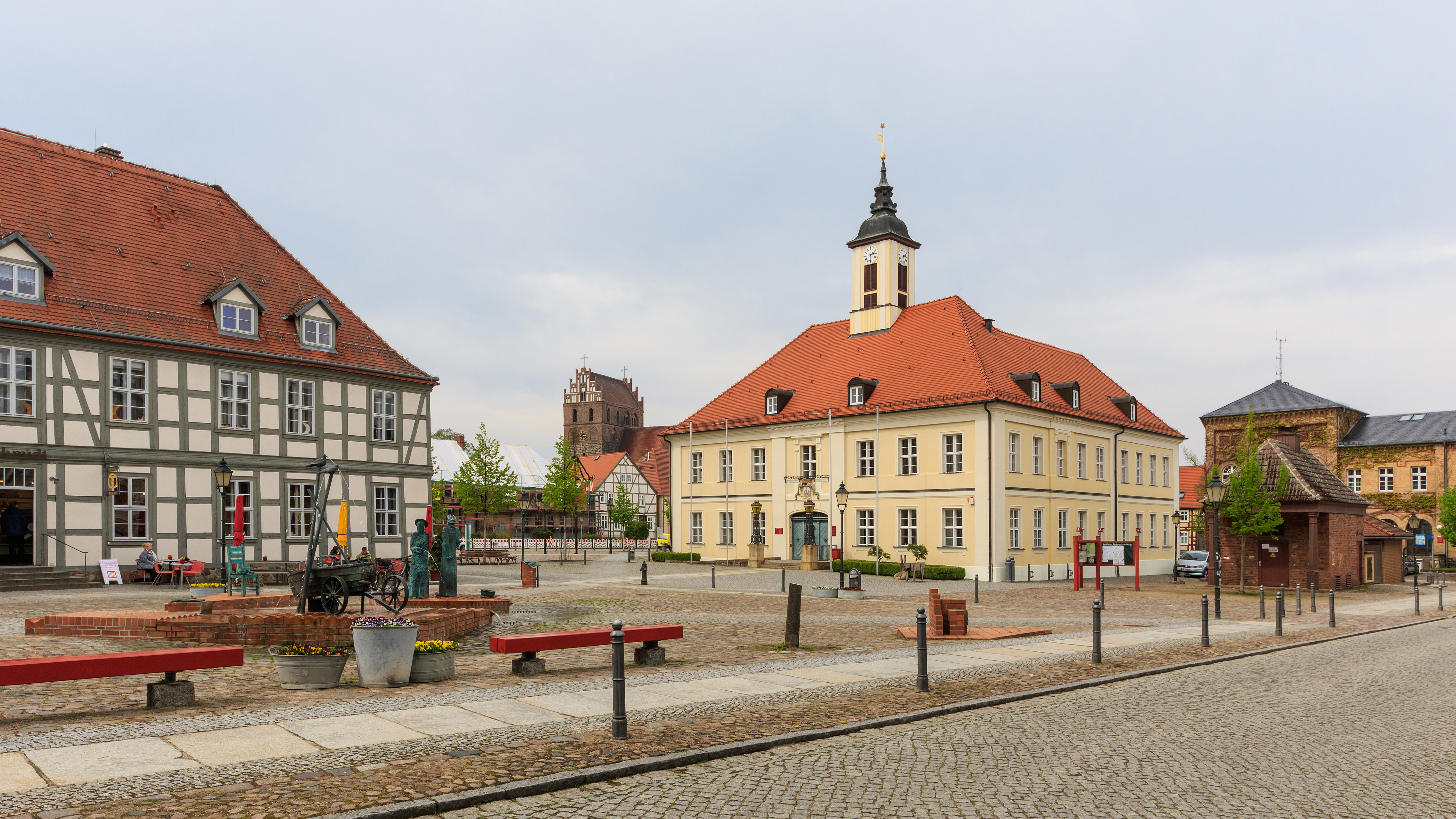
Plaza de mercado en Angermünde.